# Austrodach
Austrodach ist ein zur Poschacher Baustoff Holding von Leonhard Helbich-Poschacher gehörendes österreichisches Baustoff-Großhandelsunternehmen mit Sitz in Sankt Valentin.

## Geschichte und Entwicklung
Das 1992 gegründete Unternehmen hat sich auf den Großhandel für Produkte im Dachbereich spezialisiert und erwirtschaftete 2000 einen Umsatz von knapp einer Milliarde Schilling. Das Unternehmen betreut ausschließlich gewerbliche Dachdecker, Spengler und Zimmerer und beschäftigte 2006 rund 170 Mitarbeiter.

## Standorte
| - Sankt Valentin - Bergheim - Klagenfurt | - Gleisdorf - Lanzendorf - Herzogenburg |

## Weblink
- Austrodach